# Simulium dahestanicum
Simulium dahestanicum är en tvåvingeart som först beskrevs av Rubtsov 1962.  Simulium dahestanicum ingår i släktet Simulium och familjen knott. Inga underarter finns listade i Catalogue of Life.